# Продовжена задача
Продо́вжена зада́ча — ідея утворення близнюків у шаховій композиції в такий спосіб: після першого ходу виникає нова задача з аналогічним завданням.

## Історія
Цей вид близнюків був запропонований шаховими композиторами в ХХ столітті. Задача має певне рішення, і коли зроблено перший хід, утворюється нова позиція з тим же завданням, але з новим розв'язком. Якщо автором задумано утворювати новий близнюк по тому ж принципу, то після вступного ходу знову виникає нова позиція з тим же завданням, що у попередньому близнюку, але з новим розв'язком. Оскільки, після вступного ходу виникає нова задача, цей спосіб утворення близнюків дістав назву — Продовжена задача. Продовжені задачі діляться на задачі-блоки маятникового типу і задачі з незворотним рішенням (необов'язково блоки).

## Задачі-блоки маятникового типу
В таких задачах після першого ходу утворюється другий близнюк, який має розв'язок, що утворює попередню (початкову) позицію з розв'язком, який призведе до утворення вже відомого другого близнюка і так до безконечності. Отже, ці задачі мають лише дві фази (два близнюки) і після першого ходу, якщо задача на прямий мат, завжди виникає цугцванг. Вступні ходи обох близнюків ніби створюють рух маятника. Такий вид близнюків, ще має назву — перпетуум мобіле (вічний двигун) і є темою Паулі. 
|   | a | b | c | d | e | f | g | h |   |
| 8 | b7 чорний пішак · c7 чорний пішак · g7 чорний пішак · a6 чорний слон · c6 білий пішак · g6 білий пішак · h6 чорний пішак · a5 чорний пішак · b5 чорний король · h5 білий король · a4 білий кінь · b4 білий пішак · f4 біла тура · g3 чорний пішак · b2 білий кінь · g2 білий слон | b7 чорний пішак · c7 чорний пішак · g7 чорний пішак · a6 чорний слон · c6 білий пішак · g6 білий пішак · h6 чорний пішак · a5 чорний пішак · b5 чорний король · h5 білий король · a4 білий кінь · b4 білий пішак · f4 біла тура · g3 чорний пішак · b2 білий кінь · g2 білий слон | b7 чорний пішак · c7 чорний пішак · g7 чорний пішак · a6 чорний слон · c6 білий пішак · g6 білий пішак · h6 чорний пішак · a5 чорний пішак · b5 чорний король · h5 білий король · a4 білий кінь · b4 білий пішак · f4 біла тура · g3 чорний пішак · b2 білий кінь · g2 білий слон | b7 чорний пішак · c7 чорний пішак · g7 чорний пішак · a6 чорний слон · c6 білий пішак · g6 білий пішак · h6 чорний пішак · a5 чорний пішак · b5 чорний король · h5 білий король · a4 білий кінь · b4 білий пішак · f4 біла тура · g3 чорний пішак · b2 білий кінь · g2 білий слон | b7 чорний пішак · c7 чорний пішак · g7 чорний пішак · a6 чорний слон · c6 білий пішак · g6 білий пішак · h6 чорний пішак · a5 чорний пішак · b5 чорний король · h5 білий король · a4 білий кінь · b4 білий пішак · f4 біла тура · g3 чорний пішак · b2 білий кінь · g2 білий слон | b7 чорний пішак · c7 чорний пішак · g7 чорний пішак · a6 чорний слон · c6 білий пішак · g6 білий пішак · h6 чорний пішак · a5 чорний пішак · b5 чорний король · h5 білий король · a4 білий кінь · b4 білий пішак · f4 біла тура · g3 чорний пішак · b2 білий кінь · g2 білий слон | b7 чорний пішак · c7 чорний пішак · g7 чорний пішак · a6 чорний слон · c6 білий пішак · g6 білий пішак · h6 чорний пішак · a5 чорний пішак · b5 чорний король · h5 білий король · a4 білий кінь · b4 білий пішак · f4 біла тура · g3 чорний пішак · b2 білий кінь · g2 білий слон | b7 чорний пішак · c7 чорний пішак · g7 чорний пішак · a6 чорний слон · c6 білий пішак · g6 білий пішак · h6 чорний пішак · a5 чорний пішак · b5 чорний король · h5 білий король · a4 білий кінь · b4 білий пішак · f4 біла тура · g3 чорний пішак · b2 білий кінь · g2 білий слон | 8 |
| 7 | b7 чорний пішак · c7 чорний пішак · g7 чорний пішак · a6 чорний слон · c6 білий пішак · g6 білий пішак · h6 чорний пішак · a5 чорний пішак · b5 чорний король · h5 білий король · a4 білий кінь · b4 білий пішак · f4 біла тура · g3 чорний пішак · b2 білий кінь · g2 білий слон | b7 чорний пішак · c7 чорний пішак · g7 чорний пішак · a6 чорний слон · c6 білий пішак · g6 білий пішак · h6 чорний пішак · a5 чорний пішак · b5 чорний король · h5 білий король · a4 білий кінь · b4 білий пішак · f4 біла тура · g3 чорний пішак · b2 білий кінь · g2 білий слон | b7 чорний пішак · c7 чорний пішак · g7 чорний пішак · a6 чорний слон · c6 білий пішак · g6 білий пішак · h6 чорний пішак · a5 чорний пішак · b5 чорний король · h5 білий король · a4 білий кінь · b4 білий пішак · f4 біла тура · g3 чорний пішак · b2 білий кінь · g2 білий слон | b7 чорний пішак · c7 чорний пішак · g7 чорний пішак · a6 чорний слон · c6 білий пішак · g6 білий пішак · h6 чорний пішак · a5 чорний пішак · b5 чорний король · h5 білий король · a4 білий кінь · b4 білий пішак · f4 біла тура · g3 чорний пішак · b2 білий кінь · g2 білий слон | b7 чорний пішак · c7 чорний пішак · g7 чорний пішак · a6 чорний слон · c6 білий пішак · g6 білий пішак · h6 чорний пішак · a5 чорний пішак · b5 чорний король · h5 білий король · a4 білий кінь · b4 білий пішак · f4 біла тура · g3 чорний пішак · b2 білий кінь · g2 білий слон | b7 чорний пішак · c7 чорний пішак · g7 чорний пішак · a6 чорний слон · c6 білий пішак · g6 білий пішак · h6 чорний пішак · a5 чорний пішак · b5 чорний король · h5 білий король · a4 білий кінь · b4 білий пішак · f4 біла тура · g3 чорний пішак · b2 білий кінь · g2 білий слон | b7 чорний пішак · c7 чорний пішак · g7 чорний пішак · a6 чорний слон · c6 білий пішак · g6 білий пішак · h6 чорний пішак · a5 чорний пішак · b5 чорний король · h5 білий король · a4 білий кінь · b4 білий пішак · f4 біла тура · g3 чорний пішак · b2 білий кінь · g2 білий слон | b7 чорний пішак · c7 чорний пішак · g7 чорний пішак · a6 чорний слон · c6 білий пішак · g6 білий пішак · h6 чорний пішак · a5 чорний пішак · b5 чорний король · h5 білий король · a4 білий кінь · b4 білий пішак · f4 біла тура · g3 чорний пішак · b2 білий кінь · g2 білий слон | 7 |
| 6 | b7 чорний пішак · c7 чорний пішак · g7 чорний пішак · a6 чорний слон · c6 білий пішак · g6 білий пішак · h6 чорний пішак · a5 чорний пішак · b5 чорний король · h5 білий король · a4 білий кінь · b4 білий пішак · f4 біла тура · g3 чорний пішак · b2 білий кінь · g2 білий слон | b7 чорний пішак · c7 чорний пішак · g7 чорний пішак · a6 чорний слон · c6 білий пішак · g6 білий пішак · h6 чорний пішак · a5 чорний пішак · b5 чорний король · h5 білий король · a4 білий кінь · b4 білий пішак · f4 біла тура · g3 чорний пішак · b2 білий кінь · g2 білий слон | b7 чорний пішак · c7 чорний пішак · g7 чорний пішак · a6 чорний слон · c6 білий пішак · g6 білий пішак · h6 чорний пішак · a5 чорний пішак · b5 чорний король · h5 білий король · a4 білий кінь · b4 білий пішак · f4 біла тура · g3 чорний пішак · b2 білий кінь · g2 білий слон | b7 чорний пішак · c7 чорний пішак · g7 чорний пішак · a6 чорний слон · c6 білий пішак · g6 білий пішак · h6 чорний пішак · a5 чорний пішак · b5 чорний король · h5 білий король · a4 білий кінь · b4 білий пішак · f4 біла тура · g3 чорний пішак · b2 білий кінь · g2 білий слон | b7 чорний пішак · c7 чорний пішак · g7 чорний пішак · a6 чорний слон · c6 білий пішак · g6 білий пішак · h6 чорний пішак · a5 чорний пішак · b5 чорний король · h5 білий король · a4 білий кінь · b4 білий пішак · f4 біла тура · g3 чорний пішак · b2 білий кінь · g2 білий слон | b7 чорний пішак · c7 чорний пішак · g7 чорний пішак · a6 чорний слон · c6 білий пішак · g6 білий пішак · h6 чорний пішак · a5 чорний пішак · b5 чорний король · h5 білий король · a4 білий кінь · b4 білий пішак · f4 біла тура · g3 чорний пішак · b2 білий кінь · g2 білий слон | b7 чорний пішак · c7 чорний пішак · g7 чорний пішак · a6 чорний слон · c6 білий пішак · g6 білий пішак · h6 чорний пішак · a5 чорний пішак · b5 чорний король · h5 білий король · a4 білий кінь · b4 білий пішак · f4 біла тура · g3 чорний пішак · b2 білий кінь · g2 білий слон | b7 чорний пішак · c7 чорний пішак · g7 чорний пішак · a6 чорний слон · c6 білий пішак · g6 білий пішак · h6 чорний пішак · a5 чорний пішак · b5 чорний король · h5 білий король · a4 білий кінь · b4 білий пішак · f4 біла тура · g3 чорний пішак · b2 білий кінь · g2 білий слон | 6 |
| 5 | b7 чорний пішак · c7 чорний пішак · g7 чорний пішак · a6 чорний слон · c6 білий пішак · g6 білий пішак · h6 чорний пішак · a5 чорний пішак · b5 чорний король · h5 білий король · a4 білий кінь · b4 білий пішак · f4 біла тура · g3 чорний пішак · b2 білий кінь · g2 білий слон | b7 чорний пішак · c7 чорний пішак · g7 чорний пішак · a6 чорний слон · c6 білий пішак · g6 білий пішак · h6 чорний пішак · a5 чорний пішак · b5 чорний король · h5 білий король · a4 білий кінь · b4 білий пішак · f4 біла тура · g3 чорний пішак · b2 білий кінь · g2 білий слон | b7 чорний пішак · c7 чорний пішак · g7 чорний пішак · a6 чорний слон · c6 білий пішак · g6 білий пішак · h6 чорний пішак · a5 чорний пішак · b5 чорний король · h5 білий король · a4 білий кінь · b4 білий пішак · f4 біла тура · g3 чорний пішак · b2 білий кінь · g2 білий слон | b7 чорний пішак · c7 чорний пішак · g7 чорний пішак · a6 чорний слон · c6 білий пішак · g6 білий пішак · h6 чорний пішак · a5 чорний пішак · b5 чорний король · h5 білий король · a4 білий кінь · b4 білий пішак · f4 біла тура · g3 чорний пішак · b2 білий кінь · g2 білий слон | b7 чорний пішак · c7 чорний пішак · g7 чорний пішак · a6 чорний слон · c6 білий пішак · g6 білий пішак · h6 чорний пішак · a5 чорний пішак · b5 чорний король · h5 білий король · a4 білий кінь · b4 білий пішак · f4 біла тура · g3 чорний пішак · b2 білий кінь · g2 білий слон | b7 чорний пішак · c7 чорний пішак · g7 чорний пішак · a6 чорний слон · c6 білий пішак · g6 білий пішак · h6 чорний пішак · a5 чорний пішак · b5 чорний король · h5 білий король · a4 білий кінь · b4 білий пішак · f4 біла тура · g3 чорний пішак · b2 білий кінь · g2 білий слон | b7 чорний пішак · c7 чорний пішак · g7 чорний пішак · a6 чорний слон · c6 білий пішак · g6 білий пішак · h6 чорний пішак · a5 чорний пішак · b5 чорний король · h5 білий король · a4 білий кінь · b4 білий пішак · f4 біла тура · g3 чорний пішак · b2 білий кінь · g2 білий слон | b7 чорний пішак · c7 чорний пішак · g7 чорний пішак · a6 чорний слон · c6 білий пішак · g6 білий пішак · h6 чорний пішак · a5 чорний пішак · b5 чорний король · h5 білий король · a4 білий кінь · b4 білий пішак · f4 біла тура · g3 чорний пішак · b2 білий кінь · g2 білий слон | 5 |
| 4 | b7 чорний пішак · c7 чорний пішак · g7 чорний пішак · a6 чорний слон · c6 білий пішак · g6 білий пішак · h6 чорний пішак · a5 чорний пішак · b5 чорний король · h5 білий король · a4 білий кінь · b4 білий пішак · f4 біла тура · g3 чорний пішак · b2 білий кінь · g2 білий слон | b7 чорний пішак · c7 чорний пішак · g7 чорний пішак · a6 чорний слон · c6 білий пішак · g6 білий пішак · h6 чорний пішак · a5 чорний пішак · b5 чорний король · h5 білий король · a4 білий кінь · b4 білий пішак · f4 біла тура · g3 чорний пішак · b2 білий кінь · g2 білий слон | b7 чорний пішак · c7 чорний пішак · g7 чорний пішак · a6 чорний слон · c6 білий пішак · g6 білий пішак · h6 чорний пішак · a5 чорний пішак · b5 чорний король · h5 білий король · a4 білий кінь · b4 білий пішак · f4 біла тура · g3 чорний пішак · b2 білий кінь · g2 білий слон | b7 чорний пішак · c7 чорний пішак · g7 чорний пішак · a6 чорний слон · c6 білий пішак · g6 білий пішак · h6 чорний пішак · a5 чорний пішак · b5 чорний король · h5 білий король · a4 білий кінь · b4 білий пішак · f4 біла тура · g3 чорний пішак · b2 білий кінь · g2 білий слон | b7 чорний пішак · c7 чорний пішак · g7 чорний пішак · a6 чорний слон · c6 білий пішак · g6 білий пішак · h6 чорний пішак · a5 чорний пішак · b5 чорний король · h5 білий король · a4 білий кінь · b4 білий пішак · f4 біла тура · g3 чорний пішак · b2 білий кінь · g2 білий слон | b7 чорний пішак · c7 чорний пішак · g7 чорний пішак · a6 чорний слон · c6 білий пішак · g6 білий пішак · h6 чорний пішак · a5 чорний пішак · b5 чорний король · h5 білий король · a4 білий кінь · b4 білий пішак · f4 біла тура · g3 чорний пішак · b2 білий кінь · g2 білий слон | b7 чорний пішак · c7 чорний пішак · g7 чорний пішак · a6 чорний слон · c6 білий пішак · g6 білий пішак · h6 чорний пішак · a5 чорний пішак · b5 чорний король · h5 білий король · a4 білий кінь · b4 білий пішак · f4 біла тура · g3 чорний пішак · b2 білий кінь · g2 білий слон | b7 чорний пішак · c7 чорний пішак · g7 чорний пішак · a6 чорний слон · c6 білий пішак · g6 білий пішак · h6 чорний пішак · a5 чорний пішак · b5 чорний король · h5 білий король · a4 білий кінь · b4 білий пішак · f4 біла тура · g3 чорний пішак · b2 білий кінь · g2 білий слон | 4 |
| 3 | b7 чорний пішак · c7 чорний пішак · g7 чорний пішак · a6 чорний слон · c6 білий пішак · g6 білий пішак · h6 чорний пішак · a5 чорний пішак · b5 чорний король · h5 білий король · a4 білий кінь · b4 білий пішак · f4 біла тура · g3 чорний пішак · b2 білий кінь · g2 білий слон | b7 чорний пішак · c7 чорний пішак · g7 чорний пішак · a6 чорний слон · c6 білий пішак · g6 білий пішак · h6 чорний пішак · a5 чорний пішак · b5 чорний король · h5 білий король · a4 білий кінь · b4 білий пішак · f4 біла тура · g3 чорний пішак · b2 білий кінь · g2 білий слон | b7 чорний пішак · c7 чорний пішак · g7 чорний пішак · a6 чорний слон · c6 білий пішак · g6 білий пішак · h6 чорний пішак · a5 чорний пішак · b5 чорний король · h5 білий король · a4 білий кінь · b4 білий пішак · f4 біла тура · g3 чорний пішак · b2 білий кінь · g2 білий слон | b7 чорний пішак · c7 чорний пішак · g7 чорний пішак · a6 чорний слон · c6 білий пішак · g6 білий пішак · h6 чорний пішак · a5 чорний пішак · b5 чорний король · h5 білий король · a4 білий кінь · b4 білий пішак · f4 біла тура · g3 чорний пішак · b2 білий кінь · g2 білий слон | b7 чорний пішак · c7 чорний пішак · g7 чорний пішак · a6 чорний слон · c6 білий пішак · g6 білий пішак · h6 чорний пішак · a5 чорний пішак · b5 чорний король · h5 білий король · a4 білий кінь · b4 білий пішак · f4 біла тура · g3 чорний пішак · b2 білий кінь · g2 білий слон | b7 чорний пішак · c7 чорний пішак · g7 чорний пішак · a6 чорний слон · c6 білий пішак · g6 білий пішак · h6 чорний пішак · a5 чорний пішак · b5 чорний король · h5 білий король · a4 білий кінь · b4 білий пішак · f4 біла тура · g3 чорний пішак · b2 білий кінь · g2 білий слон | b7 чорний пішак · c7 чорний пішак · g7 чорний пішак · a6 чорний слон · c6 білий пішак · g6 білий пішак · h6 чорний пішак · a5 чорний пішак · b5 чорний король · h5 білий король · a4 білий кінь · b4 білий пішак · f4 біла тура · g3 чорний пішак · b2 білий кінь · g2 білий слон | b7 чорний пішак · c7 чорний пішак · g7 чорний пішак · a6 чорний слон · c6 білий пішак · g6 білий пішак · h6 чорний пішак · a5 чорний пішак · b5 чорний король · h5 білий король · a4 білий кінь · b4 білий пішак · f4 біла тура · g3 чорний пішак · b2 білий кінь · g2 білий слон | 3 |
| 2 | b7 чорний пішак · c7 чорний пішак · g7 чорний пішак · a6 чорний слон · c6 білий пішак · g6 білий пішак · h6 чорний пішак · a5 чорний пішак · b5 чорний король · h5 білий король · a4 білий кінь · b4 білий пішак · f4 біла тура · g3 чорний пішак · b2 білий кінь · g2 білий слон | b7 чорний пішак · c7 чорний пішак · g7 чорний пішак · a6 чорний слон · c6 білий пішак · g6 білий пішак · h6 чорний пішак · a5 чорний пішак · b5 чорний король · h5 білий король · a4 білий кінь · b4 білий пішак · f4 біла тура · g3 чорний пішак · b2 білий кінь · g2 білий слон | b7 чорний пішак · c7 чорний пішак · g7 чорний пішак · a6 чорний слон · c6 білий пішак · g6 білий пішак · h6 чорний пішак · a5 чорний пішак · b5 чорний король · h5 білий король · a4 білий кінь · b4 білий пішак · f4 біла тура · g3 чорний пішак · b2 білий кінь · g2 білий слон | b7 чорний пішак · c7 чорний пішак · g7 чорний пішак · a6 чорний слон · c6 білий пішак · g6 білий пішак · h6 чорний пішак · a5 чорний пішак · b5 чорний король · h5 білий король · a4 білий кінь · b4 білий пішак · f4 біла тура · g3 чорний пішак · b2 білий кінь · g2 білий слон | b7 чорний пішак · c7 чорний пішак · g7 чорний пішак · a6 чорний слон · c6 білий пішак · g6 білий пішак · h6 чорний пішак · a5 чорний пішак · b5 чорний король · h5 білий король · a4 білий кінь · b4 білий пішак · f4 біла тура · g3 чорний пішак · b2 білий кінь · g2 білий слон | b7 чорний пішак · c7 чорний пішак · g7 чорний пішак · a6 чорний слон · c6 білий пішак · g6 білий пішак · h6 чорний пішак · a5 чорний пішак · b5 чорний король · h5 білий король · a4 білий кінь · b4 білий пішак · f4 біла тура · g3 чорний пішак · b2 білий кінь · g2 білий слон | b7 чорний пішак · c7 чорний пішак · g7 чорний пішак · a6 чорний слон · c6 білий пішак · g6 білий пішак · h6 чорний пішак · a5 чорний пішак · b5 чорний король · h5 білий король · a4 білий кінь · b4 білий пішак · f4 біла тура · g3 чорний пішак · b2 білий кінь · g2 білий слон | b7 чорний пішак · c7 чорний пішак · g7 чорний пішак · a6 чорний слон · c6 білий пішак · g6 білий пішак · h6 чорний пішак · a5 чорний пішак · b5 чорний король · h5 білий король · a4 білий кінь · b4 білий пішак · f4 біла тура · g3 чорний пішак · b2 білий кінь · g2 білий слон | 2 |
| 1 | b7 чорний пішак · c7 чорний пішак · g7 чорний пішак · a6 чорний слон · c6 білий пішак · g6 білий пішак · h6 чорний пішак · a5 чорний пішак · b5 чорний король · h5 білий король · a4 білий кінь · b4 білий пішак · f4 біла тура · g3 чорний пішак · b2 білий кінь · g2 білий слон | b7 чорний пішак · c7 чорний пішак · g7 чорний пішак · a6 чорний слон · c6 білий пішак · g6 білий пішак · h6 чорний пішак · a5 чорний пішак · b5 чорний король · h5 білий король · a4 білий кінь · b4 білий пішак · f4 біла тура · g3 чорний пішак · b2 білий кінь · g2 білий слон | b7 чорний пішак · c7 чорний пішак · g7 чорний пішак · a6 чорний слон · c6 білий пішак · g6 білий пішак · h6 чорний пішак · a5 чорний пішак · b5 чорний король · h5 білий король · a4 білий кінь · b4 білий пішак · f4 біла тура · g3 чорний пішак · b2 білий кінь · g2 білий слон | b7 чорний пішак · c7 чорний пішак · g7 чорний пішак · a6 чорний слон · c6 білий пішак · g6 білий пішак · h6 чорний пішак · a5 чорний пішак · b5 чорний король · h5 білий король · a4 білий кінь · b4 білий пішак · f4 біла тура · g3 чорний пішак · b2 білий кінь · g2 білий слон | b7 чорний пішак · c7 чорний пішак · g7 чорний пішак · a6 чорний слон · c6 білий пішак · g6 білий пішак · h6 чорний пішак · a5 чорний пішак · b5 чорний король · h5 білий король · a4 білий кінь · b4 білий пішак · f4 біла тура · g3 чорний пішак · b2 білий кінь · g2 білий слон | b7 чорний пішак · c7 чорний пішак · g7 чорний пішак · a6 чорний слон · c6 білий пішак · g6 білий пішак · h6 чорний пішак · a5 чорний пішак · b5 чорний король · h5 білий король · a4 білий кінь · b4 білий пішак · f4 біла тура · g3 чорний пішак · b2 білий кінь · g2 білий слон | b7 чорний пішак · c7 чорний пішак · g7 чорний пішак · a6 чорний слон · c6 білий пішак · g6 білий пішак · h6 чорний пішак · a5 чорний пішак · b5 чорний король · h5 білий король · a4 білий кінь · b4 білий пішак · f4 біла тура · g3 чорний пішак · b2 білий кінь · g2 білий слон | b7 чорний пішак · c7 чорний пішак · g7 чорний пішак · a6 чорний слон · c6 білий пішак · g6 білий пішак · h6 чорний пішак · a5 чорний пішак · b5 чорний король · h5 білий король · a4 білий кінь · b4 білий пішак · f4 біла тура · g3 чорний пішак · b2 білий кінь · g2 білий слон | 1 |
|   | a | b | c | d | e | f | g | h |   |

b) позиція після першого ходу
a)
1. … ab 2. Tf5 #
1. … bc 2. Lf1 #
1. … b6 2. Sc3 #
1. Tc4! ~ Zz
1. … ab 2. Tc5 #
1. … bc 2. L: c6 #
1. … b6 2. Sc3 #
b) 1. Tc4—f4! ~ Zz
1. … ab 2. Tf5 #
1. … bc 2. Lf1 #
1. … b6 2. Sc3 #
Після вступного ходу в близнюку b) утворилась позиція, яка ідентична позиції близнюка а).

## Задачі з незворотним рішенням
В таких задачах після першого ходу утворюється другий близнюк, який має своє рішення, але якщо утворюється новий близнюк після першого ходу рішення, то це не призводить до утворення позиції першого близнюка (як в задачах-блоках маятникового типу). Тут може бути ряд причин: вступний хід рішення не є тим ходом, який би утворював позицію першого близнюка, або взагалі неможливий хід для повернення фігури на попереднє поле, оскільки в першому близнюку перший хід був рокіровкою, рухом пішака, або самозв'язуванням білої фігури, чи взяттям чорної, або вступний хід був шахом чорному королю і утворення близнюка, де чорний король буде стояти під шахом, вже є неможливе.
|   | a | b | c | d | e | f | g | h |   |
| 8 | e8 білий слон · h8 чорний кінь · f7 чорний кінь · b5 чорний пішак · d5 чорний пішак · f5 білий ферзь · g5 білий пішак · h5 чорний король · a4 чорний пішак · b4 біла тура · d4 чорний пішак · a3 білий король · g3 білий пішак · h3 білий пішак | e8 білий слон · h8 чорний кінь · f7 чорний кінь · b5 чорний пішак · d5 чорний пішак · f5 білий ферзь · g5 білий пішак · h5 чорний король · a4 чорний пішак · b4 біла тура · d4 чорний пішак · a3 білий король · g3 білий пішак · h3 білий пішак | e8 білий слон · h8 чорний кінь · f7 чорний кінь · b5 чорний пішак · d5 чорний пішак · f5 білий ферзь · g5 білий пішак · h5 чорний король · a4 чорний пішак · b4 біла тура · d4 чорний пішак · a3 білий король · g3 білий пішак · h3 білий пішак | e8 білий слон · h8 чорний кінь · f7 чорний кінь · b5 чорний пішак · d5 чорний пішак · f5 білий ферзь · g5 білий пішак · h5 чорний король · a4 чорний пішак · b4 біла тура · d4 чорний пішак · a3 білий король · g3 білий пішак · h3 білий пішак | e8 білий слон · h8 чорний кінь · f7 чорний кінь · b5 чорний пішак · d5 чорний пішак · f5 білий ферзь · g5 білий пішак · h5 чорний король · a4 чорний пішак · b4 біла тура · d4 чорний пішак · a3 білий король · g3 білий пішак · h3 білий пішак | e8 білий слон · h8 чорний кінь · f7 чорний кінь · b5 чорний пішак · d5 чорний пішак · f5 білий ферзь · g5 білий пішак · h5 чорний король · a4 чорний пішак · b4 біла тура · d4 чорний пішак · a3 білий король · g3 білий пішак · h3 білий пішак | e8 білий слон · h8 чорний кінь · f7 чорний кінь · b5 чорний пішак · d5 чорний пішак · f5 білий ферзь · g5 білий пішак · h5 чорний король · a4 чорний пішак · b4 біла тура · d4 чорний пішак · a3 білий король · g3 білий пішак · h3 білий пішак | e8 білий слон · h8 чорний кінь · f7 чорний кінь · b5 чорний пішак · d5 чорний пішак · f5 білий ферзь · g5 білий пішак · h5 чорний король · a4 чорний пішак · b4 біла тура · d4 чорний пішак · a3 білий король · g3 білий пішак · h3 білий пішак | 8 |
| 7 | e8 білий слон · h8 чорний кінь · f7 чорний кінь · b5 чорний пішак · d5 чорний пішак · f5 білий ферзь · g5 білий пішак · h5 чорний король · a4 чорний пішак · b4 біла тура · d4 чорний пішак · a3 білий король · g3 білий пішак · h3 білий пішак | e8 білий слон · h8 чорний кінь · f7 чорний кінь · b5 чорний пішак · d5 чорний пішак · f5 білий ферзь · g5 білий пішак · h5 чорний король · a4 чорний пішак · b4 біла тура · d4 чорний пішак · a3 білий король · g3 білий пішак · h3 білий пішак | e8 білий слон · h8 чорний кінь · f7 чорний кінь · b5 чорний пішак · d5 чорний пішак · f5 білий ферзь · g5 білий пішак · h5 чорний король · a4 чорний пішак · b4 біла тура · d4 чорний пішак · a3 білий король · g3 білий пішак · h3 білий пішак | e8 білий слон · h8 чорний кінь · f7 чорний кінь · b5 чорний пішак · d5 чорний пішак · f5 білий ферзь · g5 білий пішак · h5 чорний король · a4 чорний пішак · b4 біла тура · d4 чорний пішак · a3 білий король · g3 білий пішак · h3 білий пішак | e8 білий слон · h8 чорний кінь · f7 чорний кінь · b5 чорний пішак · d5 чорний пішак · f5 білий ферзь · g5 білий пішак · h5 чорний король · a4 чорний пішак · b4 біла тура · d4 чорний пішак · a3 білий король · g3 білий пішак · h3 білий пішак | e8 білий слон · h8 чорний кінь · f7 чорний кінь · b5 чорний пішак · d5 чорний пішак · f5 білий ферзь · g5 білий пішак · h5 чорний король · a4 чорний пішак · b4 біла тура · d4 чорний пішак · a3 білий король · g3 білий пішак · h3 білий пішак | e8 білий слон · h8 чорний кінь · f7 чорний кінь · b5 чорний пішак · d5 чорний пішак · f5 білий ферзь · g5 білий пішак · h5 чорний король · a4 чорний пішак · b4 біла тура · d4 чорний пішак · a3 білий король · g3 білий пішак · h3 білий пішак | e8 білий слон · h8 чорний кінь · f7 чорний кінь · b5 чорний пішак · d5 чорний пішак · f5 білий ферзь · g5 білий пішак · h5 чорний король · a4 чорний пішак · b4 біла тура · d4 чорний пішак · a3 білий король · g3 білий пішак · h3 білий пішак | 7 |
| 6 | e8 білий слон · h8 чорний кінь · f7 чорний кінь · b5 чорний пішак · d5 чорний пішак · f5 білий ферзь · g5 білий пішак · h5 чорний король · a4 чорний пішак · b4 біла тура · d4 чорний пішак · a3 білий король · g3 білий пішак · h3 білий пішак | e8 білий слон · h8 чорний кінь · f7 чорний кінь · b5 чорний пішак · d5 чорний пішак · f5 білий ферзь · g5 білий пішак · h5 чорний король · a4 чорний пішак · b4 біла тура · d4 чорний пішак · a3 білий король · g3 білий пішак · h3 білий пішак | e8 білий слон · h8 чорний кінь · f7 чорний кінь · b5 чорний пішак · d5 чорний пішак · f5 білий ферзь · g5 білий пішак · h5 чорний король · a4 чорний пішак · b4 біла тура · d4 чорний пішак · a3 білий король · g3 білий пішак · h3 білий пішак | e8 білий слон · h8 чорний кінь · f7 чорний кінь · b5 чорний пішак · d5 чорний пішак · f5 білий ферзь · g5 білий пішак · h5 чорний король · a4 чорний пішак · b4 біла тура · d4 чорний пішак · a3 білий король · g3 білий пішак · h3 білий пішак | e8 білий слон · h8 чорний кінь · f7 чорний кінь · b5 чорний пішак · d5 чорний пішак · f5 білий ферзь · g5 білий пішак · h5 чорний король · a4 чорний пішак · b4 біла тура · d4 чорний пішак · a3 білий король · g3 білий пішак · h3 білий пішак | e8 білий слон · h8 чорний кінь · f7 чорний кінь · b5 чорний пішак · d5 чорний пішак · f5 білий ферзь · g5 білий пішак · h5 чорний король · a4 чорний пішак · b4 біла тура · d4 чорний пішак · a3 білий король · g3 білий пішак · h3 білий пішак | e8 білий слон · h8 чорний кінь · f7 чорний кінь · b5 чорний пішак · d5 чорний пішак · f5 білий ферзь · g5 білий пішак · h5 чорний король · a4 чорний пішак · b4 біла тура · d4 чорний пішак · a3 білий король · g3 білий пішак · h3 білий пішак | e8 білий слон · h8 чорний кінь · f7 чорний кінь · b5 чорний пішак · d5 чорний пішак · f5 білий ферзь · g5 білий пішак · h5 чорний король · a4 чорний пішак · b4 біла тура · d4 чорний пішак · a3 білий король · g3 білий пішак · h3 білий пішак | 6 |
| 5 | e8 білий слон · h8 чорний кінь · f7 чорний кінь · b5 чорний пішак · d5 чорний пішак · f5 білий ферзь · g5 білий пішак · h5 чорний король · a4 чорний пішак · b4 біла тура · d4 чорний пішак · a3 білий король · g3 білий пішак · h3 білий пішак | e8 білий слон · h8 чорний кінь · f7 чорний кінь · b5 чорний пішак · d5 чорний пішак · f5 білий ферзь · g5 білий пішак · h5 чорний король · a4 чорний пішак · b4 біла тура · d4 чорний пішак · a3 білий король · g3 білий пішак · h3 білий пішак | e8 білий слон · h8 чорний кінь · f7 чорний кінь · b5 чорний пішак · d5 чорний пішак · f5 білий ферзь · g5 білий пішак · h5 чорний король · a4 чорний пішак · b4 біла тура · d4 чорний пішак · a3 білий король · g3 білий пішак · h3 білий пішак | e8 білий слон · h8 чорний кінь · f7 чорний кінь · b5 чорний пішак · d5 чорний пішак · f5 білий ферзь · g5 білий пішак · h5 чорний король · a4 чорний пішак · b4 біла тура · d4 чорний пішак · a3 білий король · g3 білий пішак · h3 білий пішак | e8 білий слон · h8 чорний кінь · f7 чорний кінь · b5 чорний пішак · d5 чорний пішак · f5 білий ферзь · g5 білий пішак · h5 чорний король · a4 чорний пішак · b4 біла тура · d4 чорний пішак · a3 білий король · g3 білий пішак · h3 білий пішак | e8 білий слон · h8 чорний кінь · f7 чорний кінь · b5 чорний пішак · d5 чорний пішак · f5 білий ферзь · g5 білий пішак · h5 чорний король · a4 чорний пішак · b4 біла тура · d4 чорний пішак · a3 білий король · g3 білий пішак · h3 білий пішак | e8 білий слон · h8 чорний кінь · f7 чорний кінь · b5 чорний пішак · d5 чорний пішак · f5 білий ферзь · g5 білий пішак · h5 чорний король · a4 чорний пішак · b4 біла тура · d4 чорний пішак · a3 білий король · g3 білий пішак · h3 білий пішак | e8 білий слон · h8 чорний кінь · f7 чорний кінь · b5 чорний пішак · d5 чорний пішак · f5 білий ферзь · g5 білий пішак · h5 чорний король · a4 чорний пішак · b4 біла тура · d4 чорний пішак · a3 білий король · g3 білий пішак · h3 білий пішак | 5 |
| 4 | e8 білий слон · h8 чорний кінь · f7 чорний кінь · b5 чорний пішак · d5 чорний пішак · f5 білий ферзь · g5 білий пішак · h5 чорний король · a4 чорний пішак · b4 біла тура · d4 чорний пішак · a3 білий король · g3 білий пішак · h3 білий пішак | e8 білий слон · h8 чорний кінь · f7 чорний кінь · b5 чорний пішак · d5 чорний пішак · f5 білий ферзь · g5 білий пішак · h5 чорний король · a4 чорний пішак · b4 біла тура · d4 чорний пішак · a3 білий король · g3 білий пішак · h3 білий пішак | e8 білий слон · h8 чорний кінь · f7 чорний кінь · b5 чорний пішак · d5 чорний пішак · f5 білий ферзь · g5 білий пішак · h5 чорний король · a4 чорний пішак · b4 біла тура · d4 чорний пішак · a3 білий король · g3 білий пішак · h3 білий пішак | e8 білий слон · h8 чорний кінь · f7 чорний кінь · b5 чорний пішак · d5 чорний пішак · f5 білий ферзь · g5 білий пішак · h5 чорний король · a4 чорний пішак · b4 біла тура · d4 чорний пішак · a3 білий король · g3 білий пішак · h3 білий пішак | e8 білий слон · h8 чорний кінь · f7 чорний кінь · b5 чорний пішак · d5 чорний пішак · f5 білий ферзь · g5 білий пішак · h5 чорний король · a4 чорний пішак · b4 біла тура · d4 чорний пішак · a3 білий король · g3 білий пішак · h3 білий пішак | e8 білий слон · h8 чорний кінь · f7 чорний кінь · b5 чорний пішак · d5 чорний пішак · f5 білий ферзь · g5 білий пішак · h5 чорний король · a4 чорний пішак · b4 біла тура · d4 чорний пішак · a3 білий король · g3 білий пішак · h3 білий пішак | e8 білий слон · h8 чорний кінь · f7 чорний кінь · b5 чорний пішак · d5 чорний пішак · f5 білий ферзь · g5 білий пішак · h5 чорний король · a4 чорний пішак · b4 біла тура · d4 чорний пішак · a3 білий король · g3 білий пішак · h3 білий пішак | e8 білий слон · h8 чорний кінь · f7 чорний кінь · b5 чорний пішак · d5 чорний пішак · f5 білий ферзь · g5 білий пішак · h5 чорний король · a4 чорний пішак · b4 біла тура · d4 чорний пішак · a3 білий король · g3 білий пішак · h3 білий пішак | 4 |
| 3 | e8 білий слон · h8 чорний кінь · f7 чорний кінь · b5 чорний пішак · d5 чорний пішак · f5 білий ферзь · g5 білий пішак · h5 чорний король · a4 чорний пішак · b4 біла тура · d4 чорний пішак · a3 білий король · g3 білий пішак · h3 білий пішак | e8 білий слон · h8 чорний кінь · f7 чорний кінь · b5 чорний пішак · d5 чорний пішак · f5 білий ферзь · g5 білий пішак · h5 чорний король · a4 чорний пішак · b4 біла тура · d4 чорний пішак · a3 білий король · g3 білий пішак · h3 білий пішак | e8 білий слон · h8 чорний кінь · f7 чорний кінь · b5 чорний пішак · d5 чорний пішак · f5 білий ферзь · g5 білий пішак · h5 чорний король · a4 чорний пішак · b4 біла тура · d4 чорний пішак · a3 білий король · g3 білий пішак · h3 білий пішак | e8 білий слон · h8 чорний кінь · f7 чорний кінь · b5 чорний пішак · d5 чорний пішак · f5 білий ферзь · g5 білий пішак · h5 чорний король · a4 чорний пішак · b4 біла тура · d4 чорний пішак · a3 білий король · g3 білий пішак · h3 білий пішак | e8 білий слон · h8 чорний кінь · f7 чорний кінь · b5 чорний пішак · d5 чорний пішак · f5 білий ферзь · g5 білий пішак · h5 чорний король · a4 чорний пішак · b4 біла тура · d4 чорний пішак · a3 білий король · g3 білий пішак · h3 білий пішак | e8 білий слон · h8 чорний кінь · f7 чорний кінь · b5 чорний пішак · d5 чорний пішак · f5 білий ферзь · g5 білий пішак · h5 чорний король · a4 чорний пішак · b4 біла тура · d4 чорний пішак · a3 білий король · g3 білий пішак · h3 білий пішак | e8 білий слон · h8 чорний кінь · f7 чорний кінь · b5 чорний пішак · d5 чорний пішак · f5 білий ферзь · g5 білий пішак · h5 чорний король · a4 чорний пішак · b4 біла тура · d4 чорний пішак · a3 білий король · g3 білий пішак · h3 білий пішак | e8 білий слон · h8 чорний кінь · f7 чорний кінь · b5 чорний пішак · d5 чорний пішак · f5 білий ферзь · g5 білий пішак · h5 чорний король · a4 чорний пішак · b4 біла тура · d4 чорний пішак · a3 білий король · g3 білий пішак · h3 білий пішак | 3 |
| 2 | e8 білий слон · h8 чорний кінь · f7 чорний кінь · b5 чорний пішак · d5 чорний пішак · f5 білий ферзь · g5 білий пішак · h5 чорний король · a4 чорний пішак · b4 біла тура · d4 чорний пішак · a3 білий король · g3 білий пішак · h3 білий пішак | e8 білий слон · h8 чорний кінь · f7 чорний кінь · b5 чорний пішак · d5 чорний пішак · f5 білий ферзь · g5 білий пішак · h5 чорний король · a4 чорний пішак · b4 біла тура · d4 чорний пішак · a3 білий король · g3 білий пішак · h3 білий пішак | e8 білий слон · h8 чорний кінь · f7 чорний кінь · b5 чорний пішак · d5 чорний пішак · f5 білий ферзь · g5 білий пішак · h5 чорний король · a4 чорний пішак · b4 біла тура · d4 чорний пішак · a3 білий король · g3 білий пішак · h3 білий пішак | e8 білий слон · h8 чорний кінь · f7 чорний кінь · b5 чорний пішак · d5 чорний пішак · f5 білий ферзь · g5 білий пішак · h5 чорний король · a4 чорний пішак · b4 біла тура · d4 чорний пішак · a3 білий король · g3 білий пішак · h3 білий пішак | e8 білий слон · h8 чорний кінь · f7 чорний кінь · b5 чорний пішак · d5 чорний пішак · f5 білий ферзь · g5 білий пішак · h5 чорний король · a4 чорний пішак · b4 біла тура · d4 чорний пішак · a3 білий король · g3 білий пішак · h3 білий пішак | e8 білий слон · h8 чорний кінь · f7 чорний кінь · b5 чорний пішак · d5 чорний пішак · f5 білий ферзь · g5 білий пішак · h5 чорний король · a4 чорний пішак · b4 біла тура · d4 чорний пішак · a3 білий король · g3 білий пішак · h3 білий пішак | e8 білий слон · h8 чорний кінь · f7 чорний кінь · b5 чорний пішак · d5 чорний пішак · f5 білий ферзь · g5 білий пішак · h5 чорний король · a4 чорний пішак · b4 біла тура · d4 чорний пішак · a3 білий король · g3 білий пішак · h3 білий пішак | e8 білий слон · h8 чорний кінь · f7 чорний кінь · b5 чорний пішак · d5 чорний пішак · f5 білий ферзь · g5 білий пішак · h5 чорний король · a4 чорний пішак · b4 біла тура · d4 чорний пішак · a3 білий король · g3 білий пішак · h3 білий пішак | 2 |
| 1 | e8 білий слон · h8 чорний кінь · f7 чорний кінь · b5 чорний пішак · d5 чорний пішак · f5 білий ферзь · g5 білий пішак · h5 чорний король · a4 чорний пішак · b4 біла тура · d4 чорний пішак · a3 білий король · g3 білий пішак · h3 білий пішак | e8 білий слон · h8 чорний кінь · f7 чорний кінь · b5 чорний пішак · d5 чорний пішак · f5 білий ферзь · g5 білий пішак · h5 чорний король · a4 чорний пішак · b4 біла тура · d4 чорний пішак · a3 білий король · g3 білий пішак · h3 білий пішак | e8 білий слон · h8 чорний кінь · f7 чорний кінь · b5 чорний пішак · d5 чорний пішак · f5 білий ферзь · g5 білий пішак · h5 чорний король · a4 чорний пішак · b4 біла тура · d4 чорний пішак · a3 білий король · g3 білий пішак · h3 білий пішак | e8 білий слон · h8 чорний кінь · f7 чорний кінь · b5 чорний пішак · d5 чорний пішак · f5 білий ферзь · g5 білий пішак · h5 чорний король · a4 чорний пішак · b4 біла тура · d4 чорний пішак · a3 білий король · g3 білий пішак · h3 білий пішак | e8 білий слон · h8 чорний кінь · f7 чорний кінь · b5 чорний пішак · d5 чорний пішак · f5 білий ферзь · g5 білий пішак · h5 чорний король · a4 чорний пішак · b4 біла тура · d4 чорний пішак · a3 білий король · g3 білий пішак · h3 білий пішак | e8 білий слон · h8 чорний кінь · f7 чорний кінь · b5 чорний пішак · d5 чорний пішак · f5 білий ферзь · g5 білий пішак · h5 чорний король · a4 чорний пішак · b4 біла тура · d4 чорний пішак · a3 білий король · g3 білий пішак · h3 білий пішак | e8 білий слон · h8 чорний кінь · f7 чорний кінь · b5 чорний пішак · d5 чорний пішак · f5 білий ферзь · g5 білий пішак · h5 чорний король · a4 чорний пішак · b4 біла тура · d4 чорний пішак · a3 білий король · g3 білий пішак · h3 білий пішак | e8 білий слон · h8 чорний кінь · f7 чорний кінь · b5 чорний пішак · d5 чорний пішак · f5 білий ферзь · g5 білий пішак · h5 чорний король · a4 чорний пішак · b4 біла тура · d4 чорний пішак · a3 білий король · g3 білий пішак · h3 білий пішак | 1 |
|   | a | b | c | d | e | f | g | h |   |

b) позиція після першого ходу
a)
1. … d3   2. Th4 #
1. … Sg6 2. Dg4 #
1. h4! ~ Zz
1. … d3   2. Dh7 #
1. … Sg6 2. Df3 #
b) 1. De6! ~ Zz 
1. … d3   2. Dh6 #
1. … Sg6 2. De2 #
Оскільки близнюк b) є задачею-блоком, то після вступного ходу в цьому близнюку виникає близнюк с) з рішенням 1. Df5! з поверненням на попереднє поле і утворенням близнюка b) (по принципу задач-блоків маятникового типу), але автор не вказав цього.